# Cenemus silhouette
Cenemus silhouette là một loài nhện trong họ Pholcidae. Loài này có ở Seychelles.